# گاوینیانو
گاوینیانو (به ایتالیایی: Gavignano) یک کومونه در ایتالیا است که در استان رم واقع شده‌است.

## خصوصیات
گاوینیانو ۱۴٫۸۹ کیلومترمربع مساحت و ۱٬۹۹۳ نفر جمعیت دارد و ۴۰۴ متر بالاتر از سطح دریا واقع شده‌است.